# 貝蒂·布魯
貝蒂·布魯（Betty Blue，1931年8月14日—2000年8月23日）為美國模特兒、演員及成人雜誌《花花公子》1956年11月的當月玩伴女郎。

## 生平簡介
貝蒂·布魯出生於阿肯色州克里坦登郡的西孟菲斯市，早期曾在拉斯維加斯賭場及一些酒店擔任表演女郎。
在被挑選為《花花公子》雜誌的當月玩伴女郎特刊前，貝蒂·布魯就以匿名的身份為《花花公子》提供一些寫真裸體照片。而貝蒂·布魯在戲劇方面的演出多只局限在一些電視劇或B級片。
1957年貝蒂·布魯嫁給情色影片導演哈羅德·萊姆（Harold Lime）。之後雖在1963年離婚，但於1991年時再婚。
貝蒂·布魯在2000年於洛杉磯因心臟病逝世，她火化後的骨灰則灑在花花公子大廈的花園裡。

## 演出作品及角色
1961年
- 《亨利、今晚不行》（Not Tonight Henry）：寶嘉康蒂

1971年
- 《婦女起義》（Women in Revolt）：貝蒂

## 外部連結
- （英文）花花公子上的貝蒂·布魯介紹